# Menkere
A Menkere (oroszul: Мэнкэрэ, Мэнгкэрэ) folyó Oroszország ázsiai részén, Jakutföldön, a Léna jobb oldali mellékfolyója.

## Földrajz
Hossza: 227 km (a Szincsa nevű forráságával együtt: 402 km), vízgyűjtő területe: 15 900 km².
Az Orulgan-hegységben Verhojanszki-hegylánc) eredő két forrásága: a Szincsa (Сынча) és a Nyolón (Ньолоон) egyesülésével keletkezik, ahol a két folyó kiér a magas hegyek közül. Kezdetben nyugati irányba folyik, lejjebb nagy kanyarulattal dél felé, majd északnyugat felé folytatódik. Alsó folyásán ömlik be legnagyobb, bal oldali mellékfolyója, a Menkerecsen (123 km). 
Partjait ritka, szibériai törpefenyővel és alacsony nyírfákkal kevert vörösfenyő-tajga borítja. A torkolattól 603 km-re ömlik az Alsó-Lénába.
Október első felében befagy és május végén – június elején szabadul fel a jég alól.